# 天野貞省
天野 貞省（あまの ていしょう）は、日本の武士（幕臣）、旗本、陸軍軍人。最終階級は陸軍工兵中佐。静岡県士族（のち東京府士族）。

## 経歴
天保6年（1835年）7月26日、江戸四谷内藤宿新屋敷大名小路（現在の東京都渋谷区千駄ヶ谷、新宿御苑内）に幕臣天野雄之助貞一の長男として生まれた。通称は釣之丞。明治2年（1869年）7月から4、5年（1871、1872年）頃まで釣を名乗る。天野家は岡崎五人衆の天野貞有の子孫で三河譜代（安祥譜代）の旗本（家禄200石）。

### 幕臣として
講武所で専ら砲術を修め、文久3年（1863年）2月に部屋住より召し出され両番格歩兵差図役並勤方、同8月には歩兵差図役勤方を仰せ付けられる。慶応元年（1865年）5月には歩兵差図役頭取勤方、同2年（1866年）11月には歩兵差図役頭取改役兼勤となり、同3年（1867年）5月、歩兵頭並となる。これにより足高が800俵付き、家禄と合わせて1000石となった。同年9月、祖父より跡式相続。同年11月に砲兵頭並、同4年（1868年）正月には鉄砲玉薬奉行兼勤を命ぜられ、鳥羽・伏見の戦いでは大坂城の守城砲であったことが『復古記』に見える。貞省は当時の守城砲の権威であった。
4月には江戸開城により江戸を脱出、翌閏4月にかけ市川・船橋戦争に加わる。徳川公用方が征東軍総督府に提出した届書（4月17日付）に、貞省と間宮帯刀、江原鑄三郎を上総木更津方面へ脱走した兵隊の取り鎮めとして出張させたい旨が記されている。木更津付近の海岸に備え付けられていた大砲のうち、運搬の容易な物を取り外して別の所に据えたのは貞省率いる城砲兵の仕業と認められるが、それらを使用して防戦した記録は見当たらず、貞省ら砲兵隊は戦闘には出なかったらしい。貞省らの一隊は、真里谷（現木更津市）の本陣後退後、大多喜を経て夷隅郡若山村（現いすみ市）へ逃げるが、若山村を知行した阿部邦之助の説得により城砲兵たちは閏4月24日・25日に江戸へ帰着した。貞省と義兄である間宮銕太郎は望陀郡中郷の某家に匿われた後、密かに江戸へ戻った。
9月には徳川家に従い静岡藩へ移住し、沼津兵学校三等教授方となる。4年（1871年）1月25日、二等教授方に昇進し、12月（1872年1月）に沼津兵学校が沼津出張兵学寮と改称された際、陸軍大尉兼兵学大助教を拝命。この時には名前は貞省となっている。5年（1872年）、沼津出張兵学寮は陸軍兵学寮（東京・和田倉門外）と統合され、貞省も沼津から東京へ戻る。

### 新政府出仕後
明治5年（1872年）6月には工兵附、8月には伝習中教導団附、6年（1873年）に教導団附兼務となり、7年（1874年）7月30日、陸軍少佐に任ぜられ、8月12日には陸軍兵学少教授を兼任。沼津兵学校の教授から陸軍軍人となった者の多くは砲兵科に進んでおり、工兵に進んだのは貞省のみであった。12月26日、市ヶ谷台に陸軍士官学校が開校されるに当たって教導団附兼務を免ぜられ、士官学校附兼勤となる。8年（1875年）には習志野原の測量に参加し、1万分の1「習志野原及周回邨落図」を作成している。
12年（1879年）、明治天皇の命により宮内省主導のもと大蔵省印刷局が撮影や制作を担当した『人物写真帖』が作られた。現存する写真帖の総冊数は39冊、皇族15方、諸官省の高等官ら4531名が収められているが、その中に数え46歳（明治13年1月付）の貞省の写真がある。13年1月29日までに陸軍現役将校の撮影が終了していることから、陸軍工兵少佐である貞省の写真も早くて12年（1879年）12月、遅くとも13年（1880年）1月に大蔵省印刷局にて撮影されたとみられる。
14年（1881年）7月には関定暉と編纂した『迅速測図教方』が出版される。『迅速測図教方』は地理図学の教程で、緒言に「本篇ハ仏国工兵大佐グーリエー氏著述ノ迅速測図教方に原キ地理図学教官天野貞省、関定暉ヲシテ編纂セシメ以テ本校迅速測図教方ニ充ツル者ナリ」とある。1875年のフランス軍事顧問団報告書の中には士官学校の職員表があり、貞省は地形学・築城学の教授であったようだ。16年（1883年）1月31日、工兵会議設置に伴い工兵会議議員を兼任。同年、士官学校工兵学教官（兼工兵会議議員）。
長らく教官職にあった貞省だが、17年（1884年）6月2日には参謀本部海防局員（兼工兵会議議員）となり、10月25日には工兵中佐に任じられる。この間、10月3日付の文書では海防局長代理となっている。海防局では海岸防御に必要な測量図の調整や砲台建設地の測量に当たっていたらしく、猿島や富津岬、室蘭、小樽、函館等に出張している。19年（1886年）3月18日に陸海軍統合参謀部門として「参謀本部」が設立されたことに伴い、3月19日に参謀本部陸軍部第三局長兼工兵会議議員。第三局は陸地、海岸防御の方法に係る事項を規画し、全国地理、政誌を詳悉し、運輸の便否方法を調査することを任とした部局である。5月29日、勲四等旭日小綬章を叙勲、6月11日に御陪食を賜った。21年（1888年）5月21日には臨時砲台建設部事務官に補され、6月9日には再び工兵会議議員を兼任。
22年（1889年）7月24日、後備役となり、28年（1895年）7月に退役。退役後は病床に伏すも静養して快復、茶道や生け花、和歌をたしなみ、茶道と華道は人に教えるようにまでなった。持病が再発して39年（1906年）3月に没した。享年72。

## 人物
「資性剛直廉潔、体躯強壮偉大、学を好んで博覧強記、漢数蘭英を修め又弓馬槍剣砲術を能くす」「諸生を愛し撫育至らざるなく門下食客を絶つことなし」と石橋絢彦が貞省の略伝に述べている。

## 栄典
位階
- 1874年（明治7年）3月9日 - 正七位[注 27]
- 1874年（明治7年）11月9日 - 従六位[注 28]
- 1884年（明治17年）11月14日 - 正六位[注 29]

勲章等
| 受章年                     | 略綬 | 勲章名                   | 備考 |
| -------------------------- | ---- | ------------------------ | ---- |
| 1886年（明治19年）5月29日  |      | 勲四等旭日小綬章         |      |
| 1889年（明治22年）11月29日 |      | 大日本帝国憲法発布記念章 |      |
| 1890年（明治23年）7月1日   |      | 褒状                     |      |
| 1892年（明治25年）4月8日   |      | 褒状                     |      |
| 1905年（明治38年）4月12日  |      | 木杯一組                 |      |

## 編集、翻訳、校正
明治8年（1875年）年には小菅智淵らと共に『工兵操典』巻之九・十「測地之部」を、9年（1876年）には『工兵陣中必携』を訳出。14年（1881年）には関定暉と編纂した『迅速測図教方』が士官学校学科部より出版される。9年（1876年）に刊行された『地理図学教程』（クレットマン編、原胤親訳、陸軍士官学校刊）、11年（1878年）に刊行された『建築学教程』（ガロパン編、原胤親訳、陸軍士官学校刊）の校正も担当している。

## 家族・親族
- 父：雄之助貞一[5] - 慶応3年（1867年）時点で部屋住のまま亡くなっていることが貞省の明細短冊で確認できる[注 4]。
- 祖父：三郎右衛門利貞[1] - 旗本（御小性組）。
- 弟：恒之助（1851-1920）[27] - 明治の初めより半襟商を営む[10]。
- 妻：つな - 旗本・間宮将監信成の娘[9]。
- 長男：綱一 - 早世[7]。
- 長女 - 依田正忠（陸軍歩兵大佐）の妻[7]。
- 大甥：儀平 - 恒之助の孫。貞省没後、親族会議により貞省家を相続した[7][10]。
- 義父：間宮将監信成 - 旗本（鉄砲玉薬奉行）。
- 義兄：間宮銕太郎信行（1834-?） - 旗本（砲兵頭並）。沼津兵学校教授方。陸軍砲兵中佐。沼津兵学校や参謀本部海防局で貞省とは同僚。

## 備考
- 御使番天野民七郎（民翁）の子・天野釤之丞は別人[注 36]。
- 国立公文書館所蔵の明細短冊を翻刻した『江戸幕臣人名辞典』では天野駒之丞となっているが誤読であり、国立公文書館の目録も天野駒之丞となっていたものが2019年8月に天野釣之丞に訂正された[30][31][注 4]。